# Marathon de Pékin
Le Marathon de Pékin est une course de marathon se déroulant tous les ans, en octobre, dans les rues de Pékin, en Chine. Créée en 1981, l'épreuve fait partie du circuit international des IAAF Road Race Label Events, dans la catégorie des « Labels d'or ».

## Palmarès
Record de l'épreuve
| Édition | Année | Vainqueur hommes     | Nationalité | Temps           | Vainqueur femmes  | Nationalité | Temps           |
| ------- | ----- | -------------------- | ----------- | --------------- | ----------------- | ----------- | --------------- |
| 30e     | 2010  | Siraj Gena           | Éthiopie    | 2 h 15 min 45 s | Wang Jiali        | Chine       | 2 h 29 min 31 s |
| 31e     | 2011  | Francis Kiprop       | Kenya       | 2 h 9 min 0 s   | Wei Xiaojie       | Chine       | 2 h 28 min 5 s  |
| 32e     | 2012  | Tariku Jufar         | Éthiopie    | 2 h 9 min 39 s  | Jia Chaofeng      | Chine       | 2 h 27 min 40 s |
| 33e     | 2013  | Tadese Tola          | Éthiopie    | 2 h 7 min 16 s  | Zhang Yingying    | Chine       | 2 h 31 min 19 s |
| 34e     | 2014  | Girmay Birhanu       | Éthiopie    | 2 h 10 min 42 s | Fatuma Sado       | Éthiopie    | 2 h 30 min 3 s  |
| 35e     | 2015  | Mariko Kipchumba     | Kenya       | 2 h 10 min 59 s | Betelhem Cherenet | Éthiopie    | 2 h 27 min 28 s |
| 36e     | 2016  | Mekuant Ayenew       | Éthiopie    | 2 h 11 min 9 s  | Meseret Mengistu  | Éthiopie    | 2 h 25 min 56 s |
| 37e     | 2017  | Salah-Eddine Bounasr | Maroc       | 2 h 11 min 18 s | Meselech Beyene   | Éthiopie    | 2 h 27 min 44 s |
| 38e     | 2018  | Dejene Debela        | Éthiopie    | 2 h 12 min 8 s  | Valary Aiyabei    | Kenya       | 2 h 21 min 38 s |